# Ligne 56 kbit/s
En télécommunications, une ligne 56 kbit/s est une connexion numérique capable de transmettre 56 kilobits par seconde (kbit/s), débit typique d'une ligne de téléphone en Amérique du Nord au début des années 1980. Ces lignes sont obsolètes depuis le déploiement de technologies plus rapides et à prix réduit.
L'appellation de 56 kbit/s est dérivée de son implémentation sur l'infrastructure numérique existante depuis les années 1960 pour la téléphonie dans le réseau téléphonique commuté ; celui-ci utilise une fréquence d'échantillonnage MIC de 8 000 Hz utilisant un codage des échantillons sur 8 bits. Ceci qui permet de coder le signal analogique en un flux de données numériques de 64 000 kbit/s. Toutefois, sur le système T-carrier utilisé aux États-Unis et au Canada, une technique appelée bit robbing (qui signifie « vol de bit »), utilise le bit le moins significatif du timeslot alloué au canal voix de chaque 6e trame pour le Channel-associated signaling.
Ceci rend inutilisable pour transmission le bit le moins significatif de chaque 8 bits de voix. De ce fait, les 7 bits utilisables chaque période échantillon pour transmission de données fournissent un débit total égal à 8000 Hz × 7 bits = 56 kbit/s.